# Məlik Məhərrəmov
Məlik oğlu Məlik Məhərrəmov, Melik Melik ogły Magieramow (ros. Мелик Мелик оглы Магерамов, ur. 29 sierpnia 1920 we wsi Bıçaqçı w rejonie  Zərdab, zm. 16 lipca 2004 w Baku) – radziecki wojskowy, pułkownik, Bohater Związku Radzieckiego (1944).

## Życiorys
Urodził się w azerskiej rodzinie chłopskiej. Skończył 7 klas szkoły i technikum w Baku, pracował w kołchozie, od października 1939 służył w Armii Czerwonej. W 1940 ukończył Centralną Szkołę Łączności Armii Czerwonej, a w 1942 włodzimierską wojskową szkołę piechoty, od czerwca 1941 uczestniczył w wojnie z Niemcami, był sześciokrotnie ranny. Od 1944 należał do WKP(b). Wyróżnił się podczas forsowania Dniepru w nocy na 27 września 1943 jako dowódca kompanii 218 gwardyjskiego pułku piechoty 77 Gwardyjskiej Dywizji Piechoty 61 Armii Frontu Centralnego. Później brał udział w forsowaniu Bugu i walkach o Chełm, forsowaniu Wieprza, Wisły, Odry (w walkach nad Odrą został ranny) i Sprewy, po wojnie został rejonowym komisarzem wojskowym w Azerbejdżańskiej SRR, w 1954 ukończył Akademię Wojskową im. Frunzego, później był szefem sztabu 68 pułku piechoty 216 Dywizji Piechoty Zakaukaskiego Okręgu Wojskowego, 1958-1961 i ponownie 1965-1973 pracował w Azerbejdżańskim Uniwersytecie Państwowym im. Kirowa, gdzie m.in. kierował katedrą wojskową. Kilkakrotnie był delegatem na zjazdy Komunistycznej Partii Azerbejdżanu, deputowanym rady rejonowej i członkiem miejskiego komitetu wykonawczego w Baku.

## Odznaczenia
- Złota Gwiazda Bohatera Związku Radzieckiego (15 stycznia 1944)[3]
- Order Lenina
- Order Czerwonego Sztandaru
- Order Kutuzowa III klasy
- Order Wojny Ojczyźnianej I klasy (dwukrotnie)
- Order Czerwonej Gwiazdy
- Order Sławy (Azerbejdżan)

I medale.